# Allan Rock
Allan Michael Rock (Ottawa, Canadá, 30 de agosto de 1947) es un abogado, político y diplomático canadiense.

## Biografía
Rock nació en el seno de la familia formada por James Thomas Rock y Anne (Torley) Rock. Entró a estudiar a la Universidad de Ottawa donde obtuvo el bachillerato y la licenciatura en Derecho.
En 1993, fue elegido como miembro del Parlamento por Etobicoke-Centre y nombrado ministro de Justicia y procurador general de Canadá. En 1997 fue nombrado ministro de Salud, cargo que ocupó hasta el año 2002, cuando asumió como ministro de Industria.
Fue el representante canadiense ante la ONU (2004-2006). En el año 2008 asume como Rector de su alma mater, la Universidad de Ottawa.